# Харвута (приток Пура)
Харвута (устар. Хорвута) — река в России, протекает по Ямало-Ненецкому АО. Устье реки находится в 6 км по левому берегу Надо-Салинской протоки реки Пур. Длина реки составляет 24 км. В 3 км от устья по левому берегу впадает река Тавотаяха.

## Данные водного реестра
По данным государственного водного реестра России относится к Нижнеобскому бассейновому округу, водохозяйственный участок реки — Пур, речной подбассейн реки — подбассейн отсутствует. Речной бассейн реки — Пур.
Код объекта в государственном водном реестре — 15040000112115300061630.